# ARTLAND
ARTLAND（日語：アートランド），是以動畫的企劃、製作為主要營業事項的日本企業。曾分拆成兩個公司，負責動畫企劃、製作的是株式会社ANIMATION STUDIO ARTLAND，而Marvelous旗下株式会社ARTLAND則退居版權管理、後併入母公司。

## 沿革
- 1978年9月14日，石黑昇創設動畫工作室有限会社ARTLAND（有限会社アートランド）。
- 2006年4月3日， Marvelous Entertainment收購，同年7月正式改組為株式会社ARTLAND（株式会社アートランド）[1]。
- 2010年12月1日，以分割公司及管理層收購方式讓渡股份，將「動畫工作室」商號化、成立株式会社ANIMATION STUDIO ARTLAND（株式会社アニメーションスタジオ・アートランド），移管企劃、製作部門承繼業務，依舊由石黑昇主掌[2]。
- 2015年4月1日，株式会社ARTLAND併入母公司Marvelous，創始公司法人主體消滅[3]。
- 2016年4月接受中國動畫公司繪夢的注資，取得了51%的股份。
- 2017年6月30日，因負債2億9884萬日元而委任律師處理債務事宜[4]。
- 2017年7月12日，繪夢日本發表公告，將持有的ARTLAND51%股份轉讓給日本動畫監督平澤久義擔任社長的公司株式會社LEVELS。之後ARTLAND淡出業界，沒再參與動畫製作。

## 作品列表

### 原請製作
- 無限地帶23（OVA，1985年）
- 星猫フルハウス（OVA，1989年）
- 勇午（TV，2003年）
- 搞笑漫畫日和（TV，2005年）
- 蟲師（TV，2005年－2006年）
  - 蟲師 續章（TV，2014年4月及10月）
- 我們的存在（TV，2006年）
- 搞笑漫畫日和2（TV，2006年）
- Happiness!（TV，2006年）
- 家庭教師HITMAN REBORN!（TV，2006年）
- 青空下的约定 ～欢迎来到鸫寮～（TV，2007年）
- GO！純情水泳社！（TV，2007年）
- GUNSLINGER GIRL -IL TEATRINO-（TV，2008年）
- 伯爵與妖精（TV，2008年）
- 泰坦尼亞（TV，2008年）
- 最後大魔王（TV，2010年）
- 侦探歌剧 少女福尔摩斯系列
  - 侦探歌剧 少女福尔摩斯 Summer Special （2011年、与J.C.STAFF共同制作）
  - 侦探歌剧 少女福尔摩斯 第2幕 （2012年、与J.C.STAFF共同制作）

| 中文名稱           | 日文名稱 | 播出時間          | 導演     | 原作類別 | 備註          |
| 2015年             | 2015年   | 2015年            | 2015年   | 2015年   | 2015年        |
| ------------------ | -------- | ----------------- | -------- | -------- | ------------- |
| 小森同學拒絕不了！ |          | 10月4日－12月20日 | 今泉賢一 | 漫畫     |               |
| 2017年             |          |                   |          |          |               |
| sin 七大罪         |          | 4月14日－7月29日  | 吉本欣司 | 原創     | 與TNK共同製作 |

### 參與製作
- 魯邦三世（第2作、作画協力、1977年－1980年）
- 原子小金剛（第2作、1980年－1981年）
- 戦闘メカ ザブングル（作画協力）
- 雷鳥2086（TV、1982年）
- 超時空要塞（TV、1982年－1983年）
- 超時空世紀（TV、1983年－1984年）
- 超時空要塞マクロス 愛・おぼえていますか（電影、1984年）
- 搞怪拍檔（TV、作画協力、1985年）
- メガゾーン23 PART II　秘密く・だ・さ・い（OVA、1986年）
- 銀河英雄傳說（OVA、1988年）
- 機動戰士GUNDAM 逆襲的夏亞（動画協力、1988年）
- 少年アシベ（TV、1991年）
- 橘夢日記（TV、1992年－1993年）
- ジェノサイバー（OVA、1993年）
- 為食龍少爺（TV、1993年－1994年）
- 飛天少女豬（TV、1994年－1995年）
- ヘヴィ
- ぶっちぎり
- バブルガムクラッシュ!（吹泡糖危機的續篇）
- 迷走王ボーダー
- ハード&ルーズ
- 物部ドクトリン物語
- リトルダイナソー
- 私立探偵土岐正造トラブルハート
- 青き炎
- 恋子の毎日
- Southern Wind
- キメラ
- 余命半年
- バケツでごはん（TV、1996年）
- 星方天使（TV、1999年）
- 沉默的未知（TV、2000年）
- 銀河遊俠（TV、2001年）
- 魯莽天使（TV、2002年－2003年）
- 火影忍者（動画協力、2002年－2007年）
- Chobits（TV、2002年）
- 京極夏彥 巷說百物語（TV、2003年）
- 槍墓（TV、2003年）
- 校園迷糊大王（TV、2004年）
- 絕對少年（TV、2005年）
- 劇場版×××HOLiC 真夏ノ夜ノ夢（劇場作品、動画協力、2005年）
- 獸王星（TV、動画協力、2006年）
- 櫻蘭高校男公關部（TV、動画協力、2006年）
- 銀魂（TV、動画協力、2006年－）
- 天保異聞 妖奇士（TV、第二原画協力、2006年－2007年）
- 藍蘭島漂流記（TV、仕上協力、2007年）
- 黑之契約者（TV、動画協力、2007年）
- 天翔少女（TV、仕上協力、2007年）
- スケッチブック 〜full color's〜（TV、各話第二原画、2007年）
- 神靈狩/GHOST HOUND（TV、各話動画、2007年）
- 機動戰士GUNDAM 00（TV、各話動画、2007年）

## 關連項目
- 日本動畫工作室列表

## 外部連結
- （日語）製作探訪（页面存档备份，存于）